# Forma musical
En música, forma musical en su sentido genérico designa tanto una estructura musical como una tradición de escritura que permite situar la obra musical en la historia de la evolución de la creación musical. Añadidas a un título de una obra, las diferentes formas musicales como sinfonía, concierto, preludio, fantasía, etc., designan entonces, tanto una estructura que se ha construido a lo largo del tiempo, como un género musical particular, una composición musical que ha evolucionado durante siglos: ópera, danza, etc. En ambos casos, el concepto de forma alude a la pertenencia a una categoría de obra que posee uno o varios criterios más o menos estrictos propios de una estructura ―número de movimientos, estructura general, proporciones, etc.― que a lo largo de la historia se han convertido en prototipos, lo que no ha impedido que hayan seguido evolucionando y olvidando a veces los moldes del principio, ya que los compositores trabajan, además de los temas, el ritmo, la melodía y la armonía. 
Se habla también de formalismo cuando se hace uso de una cierta técnica de composición o de una categoría de obra que respeta un cierto número de usos, teóricos o históricamente inducidos.
Pero si el contenido de la música es inefable, inmanente, su inscripción en la trama temporal de nuestro presente le imprime a la vez una estructura y una forma, que operan en nosotros transformaciones incontrolables por la consciencia. La organización de la música no es de orden intelectual salvo si se la considera como una estructuración consciente que la teoría podría paralizar.

## Forma musical, estructura y género
El concepto de forma no puede aprenderse directamente. Solo la escucha de la obra, su desarrollo en el tiempo, permite la percepción. Históricamente, el compositor que titulaba una obra relacionándola con una forma precisa, podía indistintamente hacer referencia a sus aspectos genéricos (es decir, a su destino), o a su estructura musical (es decir, a su arquitectura), o incluso a los dos a la vez, aspectos genéricos y aspectos estructurales, ya que están a menudo imbricados. Es lo que de modo natural ha producido un deslizamiento semántico, y que numerosos términos que designan diferentes formas ―motete, fuga, aria, rondó, etc.― se hayan revestido de sentidos distintos, unas veces cercanos al concepto de género musical, otras veces cercanos al de estructura musical.
Un ejemplo notorio es el del término «sonata» que, según el contexto, puede designar el «género sonata», o bien la «forma sonata» presente en diversos géneros, por ejemplo la sonata clásico-romántica, el cuarteto o la sinfonía, que la emplean en algunos de sus movimientos, y por lo que son conocidos como "géneros sonato-sinfónicos".[cita requerida]

### Forma y estructura
La forma se distingue incluso de la estructura musical, en el sentido de que una misma forma puede de hecho ―según la obra proyectada, según el compositor, según los usos de la época, etc.― adoptar tal o cual estructura.
Así, el «preludio», cuando designa la forma introductoria de una ópera: el preludio de Carmen de Bizet reviste la «estructura» de un rondó (ABACAD), mientras que el de El oro del Rin de Wagner teje libremente un «decorado sonoro» adecuado, sin seguir una «estructura» particular. En su sentido original, el preludio indicaba solamente lo que precedía a la parte más importante de una obra ―cf. los preludios y fugas de Bach―.
- Los aspectos estructurales asociados a una forma, deben ser considerados como constituyendo un simple esquema no constriñente. El no respeto de las reglas no excluye forzosamente una obra de la forma tomada como modelo.

Por ejemplo, la «sinfonía», forma característica de los periodos clásico y romántico, es tradicionalmente descrita como la sucesión de los cuatro movimientos siguientes: allegro, lento, menuet y rondó. Ahora bien, es muy fácil encontrar sinfonías en que el marco se aleja poco o mucho de este «plan ideal» ―por ejemplo, la Sinfonía n° 34 en do mayor K. 338 de Mozart no tiene más que tres movimientos, mientras que la Sinfonía Pastoral de Beethoven tiene cinco―: a pesar de estas excepciones estructurales, tales obras deben evidentemente ser consideradas como pertenecientes claramente a la forma «sinfonía».
- Desgraciadamente, es necesario señalar que el término de «forma» es a menudo empleado como sinónimo de «estructura», lo que entraña fatalmente algunas nuevas confusiones: por ejemplo, «forma binaria» por «estructura binaria».

Por ejemplo, si se dice que el segundo movimiento de tal sinfonía está escrito en «forma de lied», esto no significa de ningún modo que se trata de la «forma lied» ―que es una muestra a las claras de música vocal y no de música sinfónica―, sino más bien que «su arquitectura sigue la estructura musical habitualmente asociada a esta forma vocal», a saber: A B A'. Se aprecia que una expresión tal que «forma lied» puede, según el contexto, aludir a una verdadera forma, o bien a una simple estructura.
- Si el término forma es utilizada como un puro sinónimo de «estructura musical», alude de hecho a la definición misma de la estructura, organización de los elementos constitutivos de una obra: su arquitectura compositiva, su desarrollo, la disposición de las ideas musicales, sus imitaciones, sus reexposiciones, etc.

De hecho, la célebre teoría de las formas musicales, elaborada en el siglo XVIII por J. Mattheson, J.A. Scheibe, Joseph Riepel y Heinrich Christoph Koch, es de hecho una «teoría de las estructuras musicales».
Para evitar confusiones, parecería preferible utilizar el término de «estructura», más bien que hablar de «forma lied», de «forma binaria», de «forma sonata», etc. Se hablaría así de «estructura lied», de «estructura binaria», de «estructura sonata», etc. En este momento, el término «forma», tomado en el sentido de «estructura», es empleado todavía de forma muy frecuente.

### Forma y género
La forma se distingue igualmente del género musical. Sin embargo, se le aproxima, con la condición de admitir que el concepto de «género» puede desplegarse de manera arborescente.
Por ejemplo, el género «música instrumental» se divide en varias ramas: el género música de cámara, el género música concertante, el género música sinfónica, etc. Este último género se subdivide a su vez en varias sub-ramas: el género sinfonía, el género obertura, el género poema sinfónico, el género ballet, etc. Son estas sub-ramas ―sinfonía, obertura, poema sinfónico, ballet, etc.― las que son tradicionalmente consideradas como formas.
Se observa que según el contexto, varios términos que sirven para designar diferentes formas musicales, pueden igualmente aludir al género musical asociado.
Por ejemplo, si se dice «Richard Wagner ha compuesto trece óperas», «Ayer tarde, Juan ha escuchado una ópera», «Don Giovanni es mi ópera preferida», las tres menciones del término «ópera» aluden a la forma musical, es decir a la «unidad» ―una obra musical precisa, incluso no identificada― pudiendo ser contabilizada y distinguida dentro de un conjunto.
Por otro lado, si se dice «Johann Sebastian Bach no ha escrito jamás para la ópera», «Juan escucha a menudo ópera», «Las cantantes de ópera son casi siempre divas», las tres menciones de la palabra «ópera» aluden esta vez al género musical, es decir a una «multiplicidad» de obras de la misma naturaleza, constituyendo por tanto elementos no contabilizables.
Por el contrario, no se puede decir «Ayer tarde, Juan ha escuchado un bel canto»: el término «bel canto» designa aquí exclusivamente un género musical, y no una forma. De la misma manera, no se dirá nunca: «Juan escucha a menudo concierto» ―sino más bien «Juan escucha a menudo de la música concertante»― : el término «concierto» designa aquí exclusivamente una forma musical, y no un género.
De manera esquemática, el «género» designa el conjunto, mientras que la «forma» designa un elemento de este conjunto: el «género» corresponde a la rama del árbol, la «forma» corresponde al fruto; o dicho de otra manera, «la forma es el elemento terminal del género». Sin embargo la diferencia entre los dos conceptos es extremadamente tenue.

## La forma musical como creadora de la unicidad de la obra

### Unidad de tiempo
La forma musical nos es revelada al tiempo y a medida que sucede el desarrollo de la obra musical: cada instante es en potencia un momento del porvenir, una proyección en lo desconocido. Este es el sentido del muy bello título de una obra de Henri Dutilleux que propone sumergirnos en el misterio del instante. El teólogo suizo Hans Urs von Balthasar, para recordarnos la importancia del tiempo, concibe esta metáfora juiciosamente musical de la condición humana:

«Demos confianza al tiempo. El tiempo es la música; y el dominio de donde ella emana, es el porvenir. Compás tras compás, la sinfonía se engendra ella misma, naciendo milagrosamente de una reserva de duración inagotable». («Faites donc confiance au temps. Le temps c’est de la música; et le domaine d’où elle émane, c’est l’avenir. Mesure après mesure, la sinfonía s’engendre elle-même, naissant miraculeusement d’una réserve de durée inépuisable»).

El tiempo se inscribe en la dirección de la flecha del tiempo conceptualizada por Ilya Prigogine. El orden que el compositor pone en lugar constituye un sistema abierto, basado tanto en la proporción como en la aleatoriedad, tanto en lo racional como en lo indescriptible. La música crea sus propias reglas de adaptación a la evolución.

### Unidad de la obra
Inscrita en el tiempo, la forma musical no puede, por su esencia, compararse a las otras formas artísticas, pictóricas, arquitectónicas u otras. La formalización musical es de hecho ante todo una puesta en relieve. Forma y estructura son incluso difíciles de distinguir. La intervención estructurante de la audición construye, de una parte, una escucha interior en el compositor y, de otra, una escucha activa del oyente. Esta percepción está circunscrita a la duración, lo que permite darle una unidad formal a la obra musical. La unidad es la condición primera, pero no se elabora más que porque hay redundancias, oposiciones, comparaciones, conflictos... La estructuración previa del material por el compositor precede en el tiempo la etapa de la formalización. Es un peldaño metodológico de la creación ya que ella procede a la vez del espíritu y de la poesía. La forma musical revelará entonces en su desarrollo una estructuración de la percepción estética, que puede efectuarse a partir de modelos teóricos (forma sonata, etc.) o a partir del material mismo, imponiéndose a las intuiciones inmediatas del compositor.

### Gestalt
Según Boris de Schlœzer, teórico inspirado por la Gestaltpsychologie, solo esta cohesión formal de la obra, la totalidad globalizante de su organización, le proporciona un sentido intrínseco e inmanente, en que la música significa ella-misma y procura una cierta sensación comunicativa a aquellos que la escuchan. En realidad, la música se inscribe en un tiempo “vivido” que da su sentido a la obra musical. Si el contenido de la música es inefable, inmanente, su inscripción en la trama temporal de nuestro presente le imprime una estructura y una forma.
Haciendo primar su concepción gestaltista crítica, de Schlœzer viene a distinguir estructura y forma de la manera siguiente: la estructura reside en la disposición de las partes concebida en orden a constituir un todo, una unidad. La forma, es este todo en tanto que tal, es decir la manera en que la obra llega a la unidad. Por esencia y por necesidad, la obra musical sería así casi perpetuamente reenviada del todo a sus partes y de las partes al todo. Pero solo la unidad formal, la armoniosa cohesión de los elementos constitutivos opera este excedente de expresión que manifiesta la esencia misma de la obra, su unicidad. Esta aproximación permite situar la creación musical en la psicología de la percepción, subrayando la importancia de esta influencia recíproca del todo sobre las partes.
El pensamiento consciente que encierra al hombre en los límites de su propia identidad, es sobrepasado por este todo constituido de relaciones que conservan todos los instantes, todas las facetas ―conscientes e inconscientes― que forman la cualidad de una obra musical. Así, esta se distingue por dos rasgos de su creación formal que son, de una parte, el proceso y de otra parte su estructuración. Ningún compositor puede a sabiendas congelar su expresión en un proceso declaratorio previamente fijado, sin limitarse a sí mismo. A partir del contenido, de un material construido, la estructura de la obra musical evoluciona de la percepción hacia la recepción.

## Procedimiento y procesos
La creación musical adopta estrategias teóricas (genéricas), que han evolucionado en la historia de la música, estrategias destinadas a impulsar el cambio, el movimiento, a partir de bases colectivas. Estas reglas, estos sistemas, pueden acercarse a una ley de organización ―como se entiende el término inglés «procedure»― o de una semántica procesual, es decir no tanto aquello que concierne al procedimiento mismo, a la estrategia de cambio, sino más bien a las fases de ese cambio, en realidad el proceso. Esta noción de proceso ha directamente suplantado a otras nociones de estructuración de la música, tales como aquellas que creaban los objetos musicales, elementos arquitectónicos de una estructura a definir. De una dualidad objeto/estructura, se pasó en los años sesenta a una dualidad material/proceso.
¿Cómo se ha pasado sensiblemente de la visión procedimental ―en que la forma es preestablecida, confinada por la teoría― a una visión que representa un proceso? Se ha pasado por un juego de experiencias sobre lo sonoro y sobre la vida, y por un análisis de las relaciones del todo con las partes. La observación del material tradicional y de las representaciones nuevas prueba que la música se sitúa siempre en un movimiento estructurado que fija el grado de estabilidad de tal o tal momento, y la aparta de sus puntos de anclaje con el conjunto de la obra.

### Música contemporánea y formas musicales
En la música contemporánea, el compositor se enfrenta a un material sonoro rico de su propia expresividad, de su poder de inmanencia, es únicamente llevada a coordinar la necesidad de una formalización de los procesos y la obligación de las relaciones que desbloquean las leyes de la percepción de los estratos informales de lo musical. La relación función-forma no tiene verdaderamente importancia a nivel de una creación que sin cesar toma el riesgo de lo nuevo. Solo la relación entre el material ―modelo acústico, transposición musical― y la función inducida ―por naturaleza o por destino― proporciona los criterios de una posible integración formal. Crear nuevas organizaciones de las funciones musicales que se dirigirán menos directamente a la organización jerárquica de la forma desarrollada que al interés del oyente que en ella atrae su recepción, se ha convertido en una nueva noción traducida por la idea de material musical. Todos estos conceptos que dirigen esta búsqueda de una historia de la recepción se han transformado en poco tiempo en conceptos modernos básicos para participar en la evolución de las formas.
Esta integración de un nuevo material ha suscitado una nueva dinámica de búsqueda, basada a la vez en las propiedades intrínsecas y extrínsecas del material, y en las condiciones de la percepción de lo musical. Es decir que ello ha desmultiplicado las características formales del material e incluso los márgenes de maniobra de la representación han aumentado. A la vez nuevo en su visión y en la posibilidad de su organización, este material interroga a la consciencia artística de los compositores (todo lo que expresa virtualmente la teoría y que la práctica busca realizar). La poética musical busca hacer corresponder las verdades de la representación con las profundidades de lo imaginario. No puede acomodarse a los límites psicosensoriales, sino que es conducida a invitar a la diversidad de las relaciones mantenidas al interior de lo sonoro, a la construcción de funciones perceptivas nuevas, y musicales.
Alejándose así de la jerarquía polarizada alrededor de la función tonal, y sobrepasando las combinaciones paramétricas del serialismo de los años 1960, una dialéctica de la forma y del fondo, de lo consciente y de lo natural, se está así estableciendo y está destinada a forjar nuevas dimensiones de la representación, a construir una expresión atípica, desprovista de relaciones funcionales estrictas. El sentido musical y el ordenamiento de la forma se encuentran todavía más solidarizados; como explica Lev Koblyakov:

“La unidad indisociable del material y de la organización significa que ambos son generados juntos y que el menor cambio en el material afecta también a la organización.” (“L'unité indissociable du material et de l'organisation signifie que tous deux sont générés ensemble et que le moindre changement dans le material affecte aussi l'organisation.”)
Lev Koblyakov

### Funcionalidades
El equilibrio formal consigue así mantenerse gracias a un equilibrio funcional anticipado por el compositor. El análisis de las funciones perceptivas macroscópicas y microscópicas ―percepción de la variación y de las repeticiones, haces de índices remanentes, control de la disonancia…― y de la memoria ―motivada por las articulaciones que actúan como los recuerdos― permite intervenir pertinentemente sobre la percepción de la estructura global. Microestructura y macroestructura poseen el mismo nivel de ductilidad que la composición musical ha sabido explotar. El fenómeno nuevo, y esencial en la intuición estética contemporánea, es que esta puesta en relación puede encontrarse en la naturaleza inmanente de cada sonido, al mismo tiempo que en la estructura global de la obra. Ello permite la toma en cuenta de esta totalidad de reencuentros o de oposiciones de los fenómenos ―armonicidad o inarmonicidad, textura, equilibrio…―. Esta ambivalencia del material musical impone dos lógicas: una local, y otra global. En tanto que esta prerrogativa dualista puede ser objeto de organización, se intenta preservar las figuras inconscientes de la intuición, a las que reenvían todos los formalismos musicales.
Estos formalismos, tributarios de ciertos aspectos materiales de la música, se apoyan en las leyes acústicas y los elementos constitutivos del sonido tales como las duraciones, las alturas, las intensidades o el timbre que se convierten así en atributos formales. Las relaciones entre estos parámetros precisa una atención particular y a fondo de los [atributos de la percepción de la forma.

## Listado de formas musicales
Véase también: Formas musicales por periodo, línea de tiempo
| Época                                                | Forma musical                  | Definición |
| ---------------------------------------------------- | ------------------------------ | --- |
| Medieval                                             | Canto llano (Canto gregoriano) | Canto litúrgico monódico y a capela, que representa una oración o plegaria. Uno de los cantos llanos más representativos es el Canto gregoriano, que se canta en latín |
| Medieval                                             | Antífona                       | Forma musical y litúrgica propia de todas las tradiciones litúrgicas cristianas. Consiste en una melodía generalmente corta y sencilla, de estilo silábico, utilizada como estribillo que se canta antes y después de los versículos de un cántico, himno o salmo, normalmente en latín, en varios servicios religiosos del Oficio y de la Misa, como las Vísperas. |
| Medieval                                             | Himno                          | Forma poética muy antigua. En un principio fue una composición coral en honor a un dios. Posteriormente fue una composición musical revestida de solemnidad usada para transmitir sentimientos como el patriotismo, la religión o la superioridad de unos países frente a otros o, incluso, las gestas realizadas contra otros, si fueron escritos en los momentos inmediatos a la independencia. |
| Medieval                                             | Vals                           | Elegante baile musical originario del siglo XII. Su característica más significativa es que sus compases son de 3/4. |
| Medieval                                             | Conductus                      | En música medieval, conductus es un tipo de composición vocal de una a cuatro voces en verso latino, usado en su forma inicial, monódica, en la liturgia cristiana. Se componía para celebrar actos históricos religiosos o profanos. |
| Medieval                                             | Clamores                       | Canto propio de la Liturgia hispánica que se cantaban después del Psallendum en algunas solemnidades, formando un todo con él. Constaba de una primera sección que concluía con la aclamación Deo gratias y un versículo. Después se repetía el estribillo del Psallendum. |
| Medieval                                             | Coral                          | Término utilizado originalmente para designar los cantos monódicos que tenían lugar en la liturgia de la Iglesia Occidental. En el siglo XIV se distinguía entre los cantos corales o eclesiásticos y los cantos figurales. A partir del siglo XV se empezó a usar el término coral para referirse al himno eclesiástico de la Iglesia Luterana, y ya en el siglo XVIII, se llamó corales a los cantos de la Iglesia Protestante en general. Desde el siglo XIX se utiliza el término para designar piezas homofónicas, con melodías principalmente diatónicas y ritmos sencillos.                                                                                    |
| Medieval                                             | Secuencia                      | Composición musical formada por más de una frase melódica que se repiten dos veces, al menos una debe repetirse; el texto si existe, siempre es independiente de la melodía. |
| Medieval                                             | Tropo                          | En la época medieval, se denominó tropo a una forma musical que prolongaba y embellecía la liturgia añadiéndole texto, música o ambos; mientras que en el canto gregoriano el tropo consiste en añadir palabras en los melismas. |
| Medieval                                             | Estampie                       | Danza medieval, originaria de la Provenza, muy en boga desde el siglo XII. |
| Medieval                                             | Órganum                        | El órganum es una forma de polifonía occidental primitiva, que está basada en la repetición paralela de la misma melodía, nota por nota, pero generalmente a una distancia de cinco notas (una quinta justa) más agudas. |
| Medieval                                             | Saltarello                     | Danza alegre que se desarrolló a partir de la gaillarde de Nápoles, en el siglo XIII en Italia. |
| Medieval                                             | Monodia                        | Composición musical para una sola voz, una sola melodía, que tuvo un gran desarrollo durante los siglos VIII y XIII (canto gregoriano). Cuando cantaban varias voces lo hacían al unísono o con una octava de intervalo. Generalmente, el término se refiere a toda melodía para una sola voz, y se opone a polifonía. |
| Medieval                                             | Canzona                        | Término italiano que significa literalmente canción. En la época trovadoresca, se le conocía así al poema lírico de 4 o 5 estrofas, de 8 versos cada una. En la Italia de los siglos XV y XVI se encuentra un género monódico, parecido a la frottola y al strambotto, precursor de la villanella y del madrigal, llamado canzona. Posteriormente se convierte en canción polifónica derivada de la canción franco-flamenca de Josquin des Prés, Clément Janequin, Thomas Crecquillon y otros, con el nombre de canzona francese. |
| Medieval                                             | Canon                          | Forma de composición musical de carácter polifónico basada en la imitación estricta entre dos o más voces separadas por un intervalo temporal. |
| Medieval                                             | Virelay                        | Forma poética medieval, frecuentemente musicada. Es una de las tres 'formes fixes' y fue una de las métricas más comunes en Europa desde la segunda mitad del siglo XIII hasta finales del XV. |
| Medieval y renacentista                              | Pasillo                        | Forma musical tradicional de la Gran Colombia (Panamá, Venezuela, Colombia, Ecuador y Perú) en la época de la conquista y colonia española. Variante y descendiente del Vals vienés. |
| Medieval y renacentista                              | Lauda                          | La más importante forma vernácula de música sacra en Italia en la Baja Edad Media y en el Renacimiento. Originalmente la lauda fue música solista y monofónica, pero a partir del siglo XIV se desarrolló una forma polifónica. De ritmo regular y estructura armónica sencilla, recibió la influencia de los trovadores, ya que los primeros ejemplos muestran similitudes rítmicas, en su estilo melódico y especialmente en su notación. |
| Medieval y renacentista                              | Frottola                       | Comúnmente es una composición para tres o cuatro voces, con la voz más aguda conteniendo la melodía. La frottola evita la complejidad del contrapunto, prefiriendo texturas homófonas, ritmos claros y repetidos, y un rango melódico estrecho. |
| Medieval y renacentista                              | Chanson                        | Término francés, que en español se refiere a cualquier canción con letra en francés y, más específicamente, a piezas vocales de tema amoroso, y también a las de crítica social y política, en particular las pertenecientes al estilo de los cabarets. En este contexto se llama chansonnier al intérprete de canciones de carácter humorístico o satírico. En un modo más especializado, chanson es una pieza musical polifónica de la Baja Edad Media y Renacimiento. Las chansons antiguas tendieron a presentar una forma fija como balada, rondó o virelay, aunque posteriormente muchos compositores usaron la poesía popular en variedad de formas musicales. |
| Medieval y renacentista                              | Motete                         | Composición musical nacida en el siglo XIII para cantar en las iglesias, de texto comúnmente bíblico. |
| Medieval, renacentista, barroca, clásica y romántica | Canción                        | Composición musical para la voz humana (comúnmente acompañada por otros instrumentos musicales) y con letra. Típicamente es para un solo vocalista, aunque puede también ser para un dueto, trío, o para más voces (música coral). |
| Medieval, renacentista, barroca, clásica y romántica | Dúo                            | Composición musical para dos ejecutantes, instrumentales o vocales. Cuando se trata de dos instrumentistas se suele hablar de dúo (Dúo de violines), reservándose el término dueto (diminutivo de dúo) para las composiciones de dos cantantes. Además de ser una composición musical, se conoce por este nombre a la formación musical de dos intérpretes. |
| Renacentista                                         | Aria                           | Pieza musical para ser cantada por una voz solista, habitualmente con acompañamiento orquestal y como parte de una ópera o de una zarzuela. |
| Renacentista                                         | Ensalada                       | Género musical polifónico emparentado con el Quodlibet. Fue muy popular en la península ibérica durante el Renacimiento, especialmente en el siglo XVI. Su estilo es madrigalesco y está formada por elementos heterogéneos. La ensalada fue concebida para diversión de los cortesanos y alcanzó gran fama en las fiestas palaciegas. |
| Renacentista                                         | Branle                         | Estilo de danza y forma musical del siglo XVI originario de Francia en el que el movimiento principal es lateral, y se bailaba en parejas o en un grupo formando líneas o círculos. |
| Renacentista                                         | Balada                         | Un tipo de ajuste musical de la poesía francesa común en los siglos XIV y XV. Ofrecía típicamente una voz superior prominente, que era cantada, y dos voces más bajas que pudieron haber sido vocalizadas o se realizaron con instrumentos. Guillaume de Machaut es el compositor más famoso de baladas polifónicas. |
| Renacentista                                         | Cántico                        | Himno cantado de alabanza religiosa. Utilizado desde mitad del siglo XVI, es corto, sencillo y popular. |
| Renacentista                                         | Gallarda                       | Danza de pareja de tres tiempos aparecida en Lombardía hacia 1480. Frente a su solemnidad inicial, en seguida gana popularidad y se convierte en una danza de baile muy apreciada en el XVI, siguiendo habitualmente a la pavana en las suites de danza. |
| Renacentista                                         | Madrigal                       | Composición para varias voces, sin acompañamiento, que intenta traducir las más delicadas inflexiones de un poema. |
| Renacentista                                         | Pavana                         | Danza procesional común en Europa durante el siglo XVI. |
| Renacentista y barroca                               | Courante                       | También llamada "corrente", "coranto" o "corant" es el nombre dado a una familia de danzas ternarias de finales del Renacimiento y principios del período Barroco. |
| Renacentista y barroca                               | Quodlibet                      | Pieza de música que combina diferentes melodías en contrapunto, usualmente temas populares, y a menudo en forma sencilla. Un ejemplo muy conocido se encuentra en el final de las Variaciones Goldberg, Variación N.º 30, de Bach. Otro ejemplo es Galimathias Musicum (KV 32), un quodlíbet a 17 partes compuesto por Wolfgang Amadeus Mozart cuando tenía alrededor de diez años de edad. |
| Renacentista y barroca                               | Toccata                        | Pieza de música clásica para teclado, que generalmente enfatiza la destreza del practicante. Menos frecuentemente, se utiliza para referirse a trabajos para múltiples instrumentos. |
| Renacentista, barroca, clásica y romántica           | Misa                           | La Misa, una forma musical sacra, es una composición coral que traslada a la música secciones fijas de la liturgia eucarística. |
| Renacentista, barroca, clásica y romántica           | Ópera                          | Género de música teatral en el que una acción escénica es armonizada, cantada y tiene acompañamiento instrumental, donde los actores utilizan estilos poco comunes al cantar. |
| Barroca                                              | Alemanda                       | Danza alemana barroca (siglo XVIII) de compás cuaternario o binario y simple. Término que también es usado para denominar un elemento estándar de la suite, normalmente el primer o segundo movimiento. También se puede denominar Allemanda, Almán o Almaín. |
| Barroca                                              | Cantata                        | Desde la época barroca, la cantata es una composición para una o más voces solistas que se acompañan de instrumentos. |
| Barroca                                              | Concerto grosso                | Popular forma de música barroca usada por un conjunto musical que generalmente tenía de cuatro a seis movimientos, en los cuales el material musical era pasado entre un pequeño grupo de solistas y una orquesta completa. |
| Barroca                                              | Aria da capo                   | Tipo de Aria que aparece en la música barroca que se caracteriza por su forma ternaria, es decir en tres partes. Como las de las, también son interpretadas por un solista acompañado por instrumentos, normalmente en una orquesta pequeña. |
| Barroca                                              | Ricercare                      | Antigua forma musical (barroco alto) basada en el procedimiento de la imitación. Forma contrapuntística menos elaborada que la fuga, que es más tardía y explota un tema generador de forma sistemática, mientras que el ricercare encadena episodios diferentes que pueden no tener ligazón temática. |
| Barroca                                              | Fuga                           | Composición polifónica basada en el contrapunto entre varias voces. (Siglo XVII). |
| Barroca                                              | Musette                        | Una de las muchas piezas básicas para componer una suite. Es una danza francesa de los siglos XVII y XVIII, pastoril, que tomó el nombre del instrumento con el cual se ejecutaba: musette o cornamusa. También se refiere a un estilo musical predominante en París, donde el acordeón era el instrumento principal. |
| Barroca                                              | Tarantela                      | Forma musical tradicional del sur Italia. Conocida desde el XVII, particularmente vivaz, acompañada de una danza desenfrenada, era tocada en ceremonias qui podían durar jornadas enteras, para curar a quienes se creía víctimas de mordedura de una araña legendaria, la tarántula. Las cualidades terapéuticas que se le pretendían eran un pretexto a fin de perpetuar las danzas paganas en la Italia católica rigorista del siglo XVII. |
| Barroca                                              | Gavota                         | Danza popular francesa, muy popular en la corte de Luis XIV de Francia, donde Jean-Baptiste Lully era el principal compositor. |
| Barroca                                              | Giga                           | Danza rápida o muy rápida, de origen probablemente inglés (jig). Cronológicamente, fue la última danza en ser integrada como elemento básico de la suite baroque. Se toca en último lugar, después de la zarabanda, pero con la posibilidad de intercalar entre ellas algunas danzas opcionales, como el minueto, gavotta, bourrée, passepied, rigaudon, etc. |
| Barroca                                              | Chacona                        | Danza en tres tiempos de origen hispanoamericano que, a través de España, se difundió por Europa. Durante el siglo XVII, la Chacona desarrolla un tema melódico al que se aplicaba variaciones en el bajo (basso ostinato). Monteverdi y Frescobaldi utilizaron ritmos más lentos del tipo zarabanda, muy del gusto de Couperin y Lully, que la utilizaban en sus obras escénicas. |
| Barroca                                              | Minueto                        | Antigua danza tradicional de la música barroca originaria de la región francesa de Poitou que alcanzó su desarrollo entre 1670 y 1750. Fue introducida en la corte francesa por Jean-Baptiste Lully (1673) que la incluyó en sus óperas y, a partir de ese momento, formó parte de óperas y ballets. |
| Barroca                                              | Preludio coral                 | Pequeña composición litúrgica para órgano que usa una melodía de un coral como base. Fue una forma predominante del barroco alemán y tuvo su culminación en la obra de J.S. Bach, que escribió 47 (el n.º 47, inconcluso) ejemplos de esta forma en su Orgelbüchlein. |
| Barroca                                              | Preludio                       | Pieza musical breve, usualmente sin una forma interna particular, que puede servir como introducción a los siguientes movimientos de una obra, usualmente más grandes y complejos. Muchos preludíos tienen un continuo ostinato debajo, usualmente de tipo rítmico o melódico. También hay algunos de improvisación. El preludio también puede referirse a una obertura, particularmente a aquellos de una ópera, oratorio o ballet. |
| Barroca                                              | Zarabanda                      | Danza lenta, originaria de América Central, que se popularizó en las colonias españolas, antes de cruzar el Atlántico para llegar a España. Posteriormente, se convirtió en un movimiento tradicional en la suite durante el Barroco. |
| Barroca                                              | Suite                          | Pieza musical compuesta por varios movimientos breves cuyo origen son distintos tipos de danzas barrocas. La suite está considerada como de las primeras manifestaciones orquestales de tipo moderno. Otras veces se presentaba un tema musical en diferentes danzas. Por ello se ha considerado este género un antecedente de la forma sonata que se origina en el siglo XVII. |
| Barroca                                              | Invención                      | Composición musical de corta extensión (normalmente para teclado) con una estructura contrapuntística a dos voces. |
| Barroca                                              | Bourrée                        | Danza tradicional de parejas, de origen francés, siglo XVI. La bourrée es una danza rápida que se utilizó en la suite barroca y en los ballets y las óperas francesas del siglo XVII y el siglo XVIII. |
| Barroca, clásica y romántica                         | Barcarola                      | Canción folclórica cantada por los gondoleros venecianos, o una obra musical escrita en aquel estilo. En la música clásica, las dos más famosas son la de la ópera Los cuentos de Hoffmann de Jacques Offenbach, y la Barcarola en fa sostenido mayor, para piano, Opus 60 de Frédéric Chopin. |
| Barroca, clásica y romántica                         | Obertura                       | Introducción instrumental de una ópera u otra obra dramática, musical o no. |
| Barroca, clásica y romántica                         | Concierto para teclado         | Tipo de concierto donde los instrumentos de teclado (piano, órgano, clavicémbalo, entre otros) son los solistas. Es uno de los conciertos más importantes de la música académica, especialmente a partir de la segunda mitad del siglo XVIII, donde es ampliamente cultivado entre los grandes compositores hasta nuestros días. |
| Barroca, clásica y romántica                         | Concierto                      | Forma musical en la que se compone una obra para un instrumento solista, o en algunos casos también con orquesta incluida, que usualmente es de tres movimientos siguiendo un patrón de rápido - lento - rápido. |
| Barroca, clásica y romántica                         | Sinfonía                       | Obra para orquesta, de ordinario dividida en cuatro movimientos, cada uno con un tiempo y estructura diferente. |
| Barroca, clásica y romántica                         | Oratorio                       | Obra lírica de carácter narrativo, sin representación escénica, formalmente bastante próxima a la ópera, destinada en principio a ser interpretada en una iglesia o (en nuestros días) en concierto. Sus temas eran a menudo religiosos: episodios sacados de la Biblía, de la vida de Jesús o más raramente, de la vida de los santos. |
| Barroca, clásica y romántica                         | Divertimento                   | Forma musical que fue muy popular durante el siglo XX, compuesta para un reducido número de instrumentos. De forma similar a la suite, y al igual que esta, estaba formada por movimientos de danza, aunque más cortos y simples, y más libres en su conjunto. |
| Barroca, clásica y romántica                         | Marcha                         | Obra musical que entra dentro de las composiciones definidas por el movimiento o por el ritmo. |
| Barroca, clásica y romántica                         | Fantasía                       | Forma musical libre que se distingue por su carácter improvisatorio e imaginativo, más que por una estructuración rígida de los temas, que permite al compositor una mayor expresividad musical relajando las restricciones inherentes a otras formas tradicionales más rígidas, como la sonata o la fuga. |
| Clásica y romántica                                  | Alborada                       | Canción o composición musical relacionada, de acompañamiento o evocando al atardecer. Otra manera de definirla es como un tipo de música matinal interpretada al aire libre para festejar a alguien, en oposición a la serenata. |
| Clásica y romántica                                  | Ballet                         | Género dramático cuya acción es representada por medio de pantomimas y danzas. El ballet cortesano francés, es contemporáneo de los primeros ensayos de la monodía dramática de Florencia (los intermedios, de finales del siglo XVI). De las representaciones de los ballets de la corte nacen la ópera-ballet y la comedia-ballet de Lully y de Molière. El ballet intercalado, insertado en una ópera, es específico del arte lírico francés, como se refleja en las representaciones de las tragedias líricas de Lully y de Rameau. La reforma de Noverre (ballet de acción) e incluso las de Gluck.                                                              |
| Clásica y romántica                                  | Cántico                        | Himno (estrictamente excluye a los Salmos) tomado de la Biblia. El término es a veces usado para incluir a los antiguos himnos no bíblicos como el Te Deum y ciertos salmos usados en la liturgia. |
| Clásica y romántica                                  | Étude o Estudio                | Breve composición hecha para practicar una destreza técnica particular en la ejecución de un instrumento solista. |
| Clásica y romántica                                  | Impromptu                      | Pieza, tradicionalmente pianística, que se caracteriza por la continua improvisación. Se estructura normalmente en tres partes ABA (forma tripartita). Fue cultivada por autores como Schubert, Chopin y Fauré. |
| Clásica y romántica                                  | Intermezzo                     | Composición que cabe entre otras entidades musicales o dramáticas, como por ejemplo, actos de una obra teatral o movimientos de una obra musical más extensa. |
| Clásica y romántica                                  | Lied                           | Término que se refiere a una composición, típica de los países germánicos, escrita para un cantante con acompañamiento de piano. Es característico la brevedad de la forma, la renuncia al virtuosismo belcantistico, la estrecha relación con el poema y la fuerte influencia de la canción popular alemana. |
| Clásica y romántica                                  | Mazurca                        | Danza animada de pareja, tradicional de Polonia, del siglo XVI, algo más rápida que la polonesa. Originalmente un baile de salón, se convirtió en una danza popular. Se dio a conocer por toda Europa, junto con la polca (de estructura similar), durante la segunda mitad del siglo XIX. Se parece al vals y al minué (de origen francés, la más famosa danza durante el siglo XVIII) en cuanto a su estructura y a su movimiento moderado. Especialmente fue Frédéric Chopin el precursor de esta forma musical en la música clásica y de concierto. |
| Clásica y romántica                                  | Nocturno                       | Pieza de música vocal o instrumental, de melodía dulce y estructura libre. Originalmente se le daba esta denominación a una pieza tocada a momentos, generalmente en fiestas de noche y después dejadas a un lado. Posteriormente, estas piezas no estaban necesariamente inspiradas en la noche, ni hacían evocación alguna a ella, pero habían sido escritas para ser tocadas en la noche, como sucede con las serenatas. |
| Clásica y romántica                                  | Polonesa                       | Danza polaca de movimiento moderado y en compás de 3/4. En su origen (siglo XVI) era una marcha solemne que daba principio y fin a las fiestas de la nobleza; las parejas, tomadas de las manos y guiadas por el dueño de la casa, atravesaban salas, galerías y jardines, haciendo los más extravagantes movimientos. Durante el siglo XVIII se produjo la estilización de la polonesa. Es en esta época donde la polonesa se entronca dentro de la Suite, tomando la forma de Zarabanda o de Rondó. |
| Clásica y romántica                                  | Cuarteto                       | Formación camerística constituida por cuatro instrumentos. Habitualmente se refieren a cuartetos de cuerda ―aunque existen también de otras instrumentaciones― formados por dos violines, una viola, y un violonchelo. Por extensión, el término también se puede aplicar a las composiciones para estas formaciones. |
| Clásica y romántica                                  | Réquiem                        | El Réquiem o Misa de réquiem es un servicio litúrgico de la Iglesia católica. Esta misa es un ruego por las almas de los difuntos y tiene lugar justo antes del entierro o en las ceremonias de conmemoración o recuerdo. |
| Clásica y romántica                                  | Rondó o Rondeau.               | Forma musical basada en la repetición de un tema musical. El tema principal (A) suele desarrollarse tres veces o más. Era una forma muy atractiva para los compositores y los clavecinistas barrocos del siglo XVII y principios del siglo XVIII, como Couperin. |
| Clásica y romántica                                  | Ciclo de canciones             | Grupo de canciones diseñadas para ser ejecutadas secuencialmente como una sola entidad. Usualmente todas las canciones son del mismo compositor y utilizan versos del mismo poeta. Un ciclo de canciones mantiene su unidad al referirse al mismo tema o al contar una historia. |
| Clásica y romántica                                  | Scherzo                        | Se desarrolló a partir del minueto, y gradualmente lo fue sustituyendo en el tercer (o a veces segundo) movimiento de la sonata, el cuarteto de cuerdas y la sinfonía. Tradicionalmente conserva la forma ternaria del minueto, pero es más rápido y casi siempre de naturaleza alegre. |
| Clásica y romántica                                  | Serenata                       | Forma musical concebida para orquesta de cuerda, de viento, mixta o conjunto de cámara. Fue un divertimento que alcanzó enorme popularidad durante el siglo XVIII: La serenata se tocaba por la tarde, al anochecer, y cuyo origen está en las baladas que los enamorados cantaban frente a las ventanas de la amada al atardecer. |
| Clásica y romántica                                  | Sonata                         | La sonata clásica, la forma más difundida de esta forma musical, es una obra que consta de tres o cuatro movimientos, escrita para uno o más instrumentos. Inicialmente predominaron las formas de tres movimientos, especialmente en la época clásica, pero a medida que aumentaban tanto su complejidad como duración se popularizaron las de cuatro movimientos. |
| Romántica                                            | Bagatela                       | Composición musical ágil y corta originaria del movimiento romántico. Su forma suele ser ABA, con Coda final, y normalmente se interpreta al piano. |
| Romántica                                            | Poema sinfónico                | Obra de origen musical, de carácter poético literario, cuya finalidad es mover sentimientos y despertar sensaciones, o describir una escena mediante la música. |
| Romántica                                            | Rapsodia                       | Pieza musical característica del romanticismo compuesta por diferentes partes temáticas unidas libremente y sin relación alguna entre ellas. Es frecuente que estén divididas en dos secciones, una dramática y lenta y otra más rápida y dinámica, consiguiendo así una composición de efecto brillante. |
| Romántica                                            | Bolero                         | El género es identificable por algunos elementos rítmicos y nuevas formas de composición que surgieron en el quehacer musical en la isla de Cuba durante el siglo XIX. Aunque comparte el nombre con el bolero español, que es una danza que surgió en el siglo XVIII y se ejecuta en compás ternario de 3/4, el género cubano desarrolló una célula rítmica y melodía diferente, en compás de 4/4. |
| Romántica                                            | Momento musical                | Pieza corta, originaria del romanticismo, compuesta generalmente con forma de Lied A-B-A. Su estilo no es concreto, y suele adoptar formas muy diversas. Son célebres los Momentos musicales de Schubert para piano. |
| Romántica                                            | Polka                          | Danza popular aparecida en Bohemia hacia 1830. Su forma deriva directamente del minué, con una instrucción que prepara la entrada del tema y una coda que sirve de final a la obra. |